# Heliocopris felschei
Heliocopris felschei là một loài bọ cánh cứng trong họ Bọ hung (Scarabaeidae).